# Marijus Velička

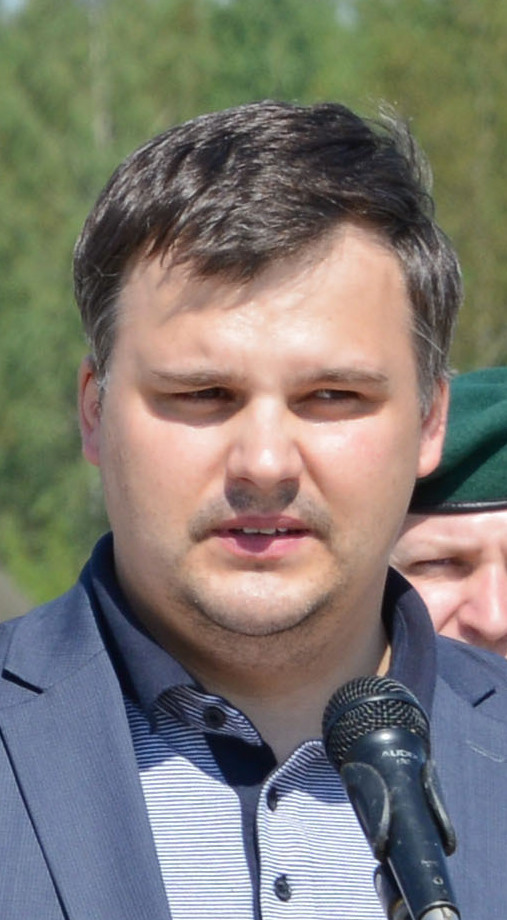
Marijus Velička, 2014

Marijus Velička (* 12. Mai 1979 in Kaunas) ist ein litauischer linker Politiker und Rechtsanwalt, ehemaliger Vizeminister des Landesschutzes.

## Leben
Nach dem Abitur 1997 an der Jonas-Jablonskis-Mittelschule in der zweitgrößten litauischen Stadt Kaunas absolvierte Marijus Velička 2001 das Bachelorstudium und 2003 das Masterstudium der Rechtswissenschaft an der Lietuvos teisės universitetas in der litauischen Hauptstadt Vilnius. Ab 2006 war er Rechtsanwaltsgehilfe und ab 2009 Rechtsanwalt in der Anwaltskanzlei „NORDIA Baublys & partners“ und ab 2010 als Partner der Kanzlei „Velička, Brazaitis ir partneriai“.
Von 2013 bis 2016 war er stellvertretender Verteidigungsminister Litauens, Stellvertreter von Juozas Olekas im Kabinett Butkevičius.
Von 2017 bis 2019 arbeitete er als stellvertretender Direktor der Verwaltung und ab 2019 war er Ratsmitglied der Stadtgemeinde Šiauliai. Von 2019 bis 	2022 	leitete er die Anwaltskanzlei Velička, Brazaitis ir partneriai Baltic Juris.
Seit 2010 ist Velička Mitglied der Darbo partija. 
Er ist verheiratet.